# Польща на зимових Олімпійських іграх 2014
Польща на зимових Олімпійських іграх 2014 року у Сочі була представлена 59 спортсменами в 11 видах спорту. Прапороносцем на церемонії відкриття Олімпіади став біатлоніст Давід Купчик, а на церемонії закриття — ковзаняр Збігнєв Брудка. Польські спортсмени завоювали 6 медалей: чотири золотих, одну срібну та одну бронзову. Збірна Польщі зайняла 11-е неофіційне загальнокомандне місце.

## Медалісти
| Медалі за видом спорту | Медалі за видом спорту | Медалі за видом спорту | Медалі за видом спорту | Медалі за видом спорту |
| ---------------------- | ---------------------- | ---------------------- | ---------------------- | ---------------------- |
| Вид                    | 1                      | 2                      | 3                      | Всього                 |
| Срибки з трампліна     | 2                      | 0                      | 0                      | 2                      |
| Ковзанярський спорт    | 1                      | 1                      | 1                      | 3                      |
| Лижні перегони         | 1                      | 0                      | 0                      | 1                      |
| Всього                 | 4                      | 1                      | 1                      | 6                      |

| Медаль | Спортсмен                                                                  | Вид спорту          | Дисципліна                    | Дата      |
| ------ | -------------------------------------------------------------------------- | ------------------- | ----------------------------- | --------- |
| Золото | Каміль Стох                                                                | Стрибки з трампліна | Нормальний трамплін, чоловіки | 9 лютого  |
| Золото | Юстина Ковальчик                                                           | Лижні перегони      | 10 км класичним стилем, жінки | 13 лютого |
| Золото | Збігнев Брудка                                                             | Ковзанярський спорт | 1500 м, чоловіки              | 15 лютого |
| Золото | Каміль Стох                                                                | Стрибки з трампліна | Великий трамплін              | 15 лютого |
| Срібло | Катажина Бахледа-Цурусь Наталія Червонка Луїза Злотковська Катажина Возняк | Ковзанярський спорт | Командна гонка, жінки         | 22 лютого |
| Бронза | Збігнев Брудка Конрад Недзведзький Ян Шиманський                           | Ковзанярський спорт | Командна гонка, чоловіки      | 22 лютого |

## Спортсмени
| Вид спорту          | Чоловіки | Жінки | Всього |
| ------------------- | -------- | ----- | ------ |
| Біатлон             | 5        | 4     | 9      |
| Бобслей             | 4        | 0     | 4      |
| Гірськолижний спорт | 3        | 3     | 6      |
| Ковзанярський спорт | 6        | 4     | 10     |
| Лижне двоборство    | 1        | 0     | 1      |
| Лижні перегони      | 5        | 5     | 10     |
| Сноубординг         | 3        | 3     | 6      |
| Санний спорт        | 3        | 2     | 5      |
| Стрибки з трампліна | 4        | 0     | 4      |
| Фристайл            | 0        | 1     | 1      |
| Шорт-трек           | 0        | 1     | 1      |
| Усього              | 35       | 24    | 59     |

## Біатлон
Спринт
| Змагання | Спортсмени                  | Час     | Промахи | Місце |
| -------- | --------------------------- | ------- | ------- | ----- |
| Чоловіки | Кшиштоф Пливачік            | 27:02.3 | 0+1     | 64    |
| Чоловіки | Лукаш Щурек                 | 27:57.2 | 2+0     | 77    |
| Чоловіки | Гжегож Гузик                | 29:17.2 | 4+1     | 85    |
| Чоловіки | Рафал Лепель                | 29:25.8 | 1+1     | 86    |
| Жінки    | Вероніка Новаковська-Земняк | 21:37.6 | 1+0     | 7     |
| Жінки    | Моніка Гойніш               | 21:55.1 | 0+0     | 21    |
| Жінки    | Христина Палка              | 22:27.8 | 1+0     | 33    |
| Жінки    | Магдалена Гвіздон           | 22:51.2 | 1+1     | 40    |

Переслідування
| Змагання | Спортсмени                  | Час     | Промахи | Місце |
| -------- | --------------------------- | ------- | ------- | ----- |
| Жінки    | Моніка Гойніш               | 31:14.0 | 0+0+0+2 | 19    |
| Жінки    | Вероніка Новаковська-Земняк | 31:25.4 | 1+0+1+0 | 20    |
| Жінки    | Христина Палка              | 32:56.3 | 1+0+1+1 | 34    |
| Жінки    | Магдалена Гвіздон           | 33:14.3 | 1+0+1+0 | 38    |

Індивідуальна гонка
| Змагання | Спортсмени                  | Час       | Промахи | Місце |
| -------- | --------------------------- | --------- | ------- | ----- |
| Чоловіки | Лукаш Щурек                 | 55:18.6   | 0+0+1+0 | 51    |
| Чоловіки | Кшиштоф Пливачік            | 58:12.5   | 3+0+1+1 | 77    |
| Чоловіки | Гжегож Гузик                | 1:00:20.7 | 1+2+0+1 | 86    |
| Чоловіки | Лукаш Слоніна               | 1:00:29.5 | 0+2+0+1 | 87    |
| Жінки    | Христина Палка              | 46:27.3   | 0+0+0+0 | 10    |
| Жінки    | Моніка Гойніш               | 46:44.3   | 1+0+0+1 | 12    |
| Жінки    | Вероніка Новаковська-Земняк | 48:35.2   | 1+1+2+0 | 31    |
| Жінки    | Магдалена Гвіздон           | 48:44.1   | 1+1+0+0 | 32    |

Мас-старт
| Змагання | Спортсмени                  | Час     | Промахи | Місце |
| -------- | --------------------------- | ------- | ------- | ----- |
| Жінки    | Моніка Гойніш               | 36:20.5 | 0+0+0+0 | 6     |
| Жінки    | Христина Палка              | 37:33.9 | 1+0+1+0 | 19    |
| Жінки    | Вероніка Новаковська-Земняк | 37:35.2 | 1+0+2+1 | 20    |

## Бобслей
| Спортсмени                                                   | Дисципліна | Заїзд 1 | Заїзд 1 | Заїзд 2 | Заїзд 2 | Заїзд 3 | Заїзд 3 | Заїзд 4    | Заїзд 4    | Разом   | Разом |
| Спортсмени                                                   | Дисципліна | Час     | Місце   | Час     | Місце   | Час     | Місце   | Час        | Місце      | Час     | Місце |
| ------------------------------------------------------------ | ---------- | ------- | ------- | ------- | ------- | ------- | ------- | ---------- | ---------- | ------- | ----- |
| Давід Купчик* Павел Мруз                                     | двійки     | 57.90   | 26      | 58.07   | 28      | 57.98   | 27      | не пройшли | не пройшли | 2:53.95 | 27    |
| Давід Купчик* Павел Мруз Міхал Касперович Даніель Залевський | четвірки   | 56.57   | 28      | 56.45   | 27      | 56.47   | 25      | не пройшли | не пройшли | DSQ     | DSQ   |

## Гірськолижний спорт
| Спортсмен                | Дисципліна                | 1-й спуск     | 1-й спуск     | 2-й спуск     | 2-й спуск     | Сума          | Сума          |               |               |
| Спортсмен                | Дисципліна                | Час           | Місце         | Час           | Місце         | Час           | Місце         |               |               |
| ------------------------ | ------------------------- | ------------- | ------------- | ------------- | ------------- | ------------- | ------------- | ------------- | ------------- |
| Мацей Бидлінський        | супергігант, чоловіки     | Н/Д           | Н/Д           | Н/Д           | Н/Д           | 1:22.51       | 38            |               |               |
| Мацей Бидлінський        | слалом, чоловіки          | не фінішував  | не фінішував  | не фінішував  | не фінішував  | не фінішував  | не фінішував  |               |               |
| Мацей Бидлінський        | комбінація, чоловіки      | 1:57.36       | 35            | не фінішував  | не фінішував  | не фінішував  | не фінішував  |               |               |
| Матеуш Гарнєвич          | слалом, чоловіки          | 54.93         | 53            | не фінішував  | не фінішував  | не фінішував  | не фінішував  |               |               |
| Міхал Ясічек             | слалом, чоловіки          | 52.88         | 45            | 1:00.60       | 22            | 1:53.48       | 23            |               |               |
| Кароліна Храпек          | швидкісний спуск, жінки   | Н/Д           | Н/Д           | Н/Д           | Н/Д           | 1:46.90       | 33            |               |               |
| Кароліна Храпек          | супергігант, жінки        | Н/Д           | Н/Д           | Н/Д           | Н/Д           | не фінішувала | не фінішувала | не фінішувала | не фінішувала |
| Кароліна Храпек          | гігантський слалом, жінки | 1:23.89       | 36            | 1:21.92       | 32            | 2:45.81       | 33            |               |               |
| Кароліна Храпек          | слалом, жінки             | не фінішувала | не фінішувала | не фінішувала | не фінішувала | не фінішувала | не фінішувала |               |               |
| Кароліна Храпек          | комбінація, жінки         | 1:47.28       | 28            | 54.52         | 17            | 2:41.80       | 17            |               |               |
| Марина Гонсеніца-Даніель | супергігант, жінки        | Н/Д           | Н/Д           | Н/Д           | Н/Д           | не фінішувала | не фінішувала |               |               |
| Марина Гонсеніца-Даніель | гігантський слалом, жінки | 1:23.18       | 35            | 1:22.32       | 34            | 2:45.50       | 32            |               |               |
| Марина Гонсеніца-Даніель | слалом, жінки             | не фінішувала | не фінішувала | не фінішувала | не фінішувала | не фінішувала | не фінішувала |               |               |
| Олександра Клусь         | слалом, жінки             | не фінішувала | не фінішувала | не фінішувала | не фінішувала | не фінішувала | не фінішувала |               |               |

## Ковзанярський спорт
Чоловіки
| Дистанція | Спортсмен           | Заїзд 1 | Заїзд 1 | Заїзд 2 | Заїзд 2 | Фінал    | Фінал |
| Дистанція | Спортсмен           | Час     | Місце   | Час     | Місце   | Час      | Місце |
| --------- | ------------------- | ------- | ------- | ------- | ------- | -------- | ----- |
| 500 м     | Артур Вас           | 35.01   | 8       | 35.19   | 12      | 70.21    | 9     |
| 500 м     | Артур Ногаль        | 35.83   | 38      | 35.66   | 33      | 71.49    | 36    |
| 1000 м    | Збігнев Брудка      | —       | —       | —       | —       | 1:09.66  | 14    |
| 1000 м    | Конрад Недзведзький | —       | —       | —       | —       | 1:09.76  | 16    |
| 1500 м    | Збігнев Брудка      | —       | —       | —       | —       | 1:45.006 | 1     |
| 1500 м    | Ян Шиманський       | —       | —       | —       | —       | 1:46.86  | 15    |
| 1500 м    | Конрад Недзведзький | —       | —       | —       | —       | 1:47.77  | 20    |
| 5000 м    | Ян Шиманьський      | —       | —       | —       | —       | 6:26.35  | 13    |
| 5000 м    | Себастьян Друшкевич | —       | —       | —       | —       | 6:37.16  | 23    |

Жінки
| Дистанція | Спортсмен               | Заїзд 1         | Заїзд 1         | Заїзд 2         | Заїзд 2         | Фінал           | Фінал           |
| Дистанція | Спортсмен               | Час             | Місце           | Час             | Місце           | Час             | Місце           |
| --------- | ----------------------- | --------------- | --------------- | --------------- | --------------- | --------------- | --------------- |
| 1000 м    | Наталія Червонка        | —               | —               | —               | —               | 1:17.933        | 23              |
| 1000 м    | Луїза Злотковська       | —               | —               | —               | —               | 1:18.38         | 29              |
| 1500 м    | Катажина Бахледа-Цурусь | —               | —               | —               | —               | 1:57.18         | 6               |
| 1500 м    | Луїза Злотковська       | —               | —               | —               | —               | 1:58.18         | 11              |
| 1500 м    | Наталія Червонка        | —               | —               | —               | —               | 1:58.46         | 15              |
| 3000 м    | Наталія Червонка        | —               | —               | —               | —               | 4:13.26         | 16              |
| 3000 м    | Луїза Злотковська       | —               | —               | —               | —               | 4:14.19         | 18              |
| 3000 м    | Катажина Бахледа-Цурусь | дискваліфікація | дискваліфікація | дискваліфікація | дискваліфікація | дискваліфікація | дискваліфікація |

Командні перегони переслідування
| Спортсмени                                                                 | Дисципліна | Чвертьфінал              | Півфінал                   | Фінал                              | Фінал |
| Спортсмени                                                                 | Дисципліна | Суперник Час             | Суперник Час               | Суперник Час                       | Місце |
| -------------------------------------------------------------------------- | ---------- | ------------------------ | -------------------------- | ---------------------------------- | ----- |
| Збігнев Брудка Конрад Недзведзький Ян Шиманський                           | чоловіки   | Норвегія (NOR) W 3:42.78 | Нідерланди (NED) L 3:52.08 | Final B Канада (CAN) W 3:41.94     | 3     |
| Катажина Бахледа-Цурусь Наталія Червонка Луїза Злотковська Катажина Возняк | жінки      | Норвегія (NOR) W 3:02.12 | Росія (RUS) W 3:00.60      | Final A Нідерланди (NED) L 3:05.55 | 2     |

## Лижні перегони
| Спортсмен                                                              | Дисципліна                       | Класичний стиль | Класичний стиль | Вільний стиль | Вільний стиль | Фінал         | Фінал         | Фінал         |
| Спортсмен                                                              | Дисципліна                       | Час             | Місце           | Час           | Місце         | Час           | Відставання   | Місце         |
| ---------------------------------------------------------------------- | -------------------------------- | --------------- | --------------- | ------------- | ------------- | ------------- | ------------- | ------------- |
| Ян Антолец                                                             | 30 км скіатлон, чоловіки         | 41:32.2         | 68              | 36:12.8       | 57            | 1:18:18.8     | +10:03.4      | 64            |
| Себастьян Газурек                                                      | 15 км класичним стилем, чоловіки | Н/Д             | Н/Д             | Н/Д           | Н/Д           | 43:06.7       | +4:37.0       | 55            |
| Мацей Кречмер                                                          | 15 км класичним стилем, чоловіки | Н/Д             | Н/Д             | Н/Д           | Н/Д           | 40:58.7       | +2:29.0       | 29            |
| Мацей Кречмер                                                          | 30 км скіатлон, чоловіки         | 37:07.5         | 35              | 34:05.5       | 40            | 1:11:47.6     | +3:32.2       | 39            |
| Мацей Старенґа                                                         | 15 км класичним стилем, чоловіки | Н/Д             | Н/Д             | Н/Д           | Н/Д           | 44:07.1       | +5:37.4       | 66            |
| Павел Кліш                                                             | 15 км класичним стилем, чоловіки | Н/Д             | Н/Д             | Н/Д           | Н/Д           | 43:51.6       | +5:21.9       | 64            |
| Павел Кліш                                                             | 30 км скіатлон, чоловіки         | 40:09.3         | 61              | 36:39.5       | 62            | 1:17:18.5     | +9:03.1       | 61            |
| Мацей Кречмер Себастьян Газурек Мацей Старенґа Ян Антолец              | естафета 4×10 км, чоловіки       | Н/Д             | Н/Д             | Н/Д           | Н/Д           | 1:35:46.5     | +7:04.5       | 15            |
| Сільвія Яськовець                                                      | 30 км вільним стилем, жінки      | Н/Д             | Н/Д             | Н/Д           | Н/Д           | 1:15:47.6     | +4:42.4       | 33            |
| Юстина Ковальчик                                                       | 10 км класичним стилем, жінки    | Н/Д             | Н/Д             | Н/Д           | Н/Д           | 28:17.8       | 0.0           | 1             |
| Юстина Ковальчик                                                       | 15 км скіатлон, жінки            | 19:12.9         | 6               | 19:37.2       | 10            | 39:29.7       | +56.1         | 6             |
| Юстина Ковальчик                                                       | 30 км вільним стилем (жінки)     | Н/Д             | Н/Д             | Н/Д           | Н/Д           | не фінішувала | не фінішувала | не фінішувала |
| Корнелія Кубіньська                                                    | 10 км класичним стилем, жінки    | Н/Д             | Н/Д             | Н/Д           | Н/Д           | 30:43.5       | +2:25.7       | 26            |
| Корнелія Кубіньська                                                    | 15 км скіатлон, жінки            | 20:23.5         | 39              | 20:20.7       | 31            | 41:19.4       | +2:45.8       | 34            |
| Корнелія Кубіньська                                                    | 30 км вільним стилем (жінки)     | Н/Д             | Н/Д             | Н/Д           | Н/Д           | 1:19:57.7     | +8:52.5       | 43            |
| Пауліна Мацюшек                                                        | 10 км класичним стилем, жінки    | Н/Д             | Н/Д             | Н/Д           | Н/Д           | 31:25.8       | +3:08.0       | 39            |
| Пауліна Мацюшек                                                        | 15 км скіатлон, жінки            | 20:15.0         | 32              | 20:09.2       | 25            | 41:00.6       | +2:27.0       | 29            |
| Пауліна Мацюшек                                                        | 30 км вільним стилем (жінки)     | Н/Д             | Н/Д             | Н/Д           | Н/Д           | 1:18:44.7     | +7:39.5       | 41            |
| Агнешка Шиманьчак                                                      | 15 км скіатлон, жінки            | 20:42.9         | 47              | 21:03.1       | 45            | 42:22.3       | +3:48.7       | 45            |
| Корнелія Кубіньська Юстина Ковальчик Сільвія Яськовець Пауліна Мацюшек | естафета 4×5 км (жінки)          | Н/Д             | Н/Д             | Н/Д           | Н/Д           | 54:38.9       | +1:36.2       | 6             |

Спринт
| Спортсмен                          | Дисципліна                 | Кваліфікація | Кваліфікація | Чвертьфінал | Чвертьфінал | Півфінал   | Півфінал   | Фінал      | Фінал      |
| Спортсмен                          | Дисципліна                 | Час          | Місце        | Час         | Місце       | Час        | Місце      | Час        | Місце      |
| ---------------------------------- | -------------------------- | ------------ | ------------ | ----------- | ----------- | ---------- | ---------- | ---------- | ---------- |
| Себастьян Газурек                  | спринт, чоловіки           | 3:46.12      | 57           | не пройшов  | не пройшов  | не пройшов | не пройшов | не пройшов | не пройшов |
| Мацей Старенґа                     | спринт, чоловіки           | 3:51.84      | 67           | не пройшов  | не пройшов  | не пройшов | не пройшов | не пройшов | не пройшов |
| Мацей Кречмер Мацей Старенґа       | командний спринт, чоловіки | Н/Д          | Н/Д          | Н/Д         | Н/Д         | 23:53.09   | 8          | не пройшли | не пройшли |
| Сільвія Яськовець                  | спринт, жінки              | 3:01.21      | 63           | не пройшла  | не пройшла  | не пройшла | не пройшла | не пройшла | не пройшла |
| Агнешка Шиманьчак                  | спринт, жінки              | 2:43.06      | 41           | не пройшла  | не пройшла  | не пройшла | не пройшла | не пройшла | не пройшла |
| Сільвія Яськовець Юстина Ковальчик | командний спринт, жінки    | Н/Д          | Н/Д          | Н/Д         | Н/Д         | 16:49.43   | 2 Q        | 16:35.54   | 5          |

## Лижне двоборство
| Спортсмен   | Дисципліна                | Стрибки з трампліна | Стрибки з трампліна | Стрибки з трампліна | Лижні перегони | Лижні перегони | Загалом | Загалом |
| Спортсмен   | Дисципліна                | Відстань            | Бали                | Місце               | Час            | Місце          | Час     | Місце   |
| ----------- | ------------------------- | ------------------- | ------------------- | ------------------- | -------------- | -------------- | ------- | ------- |
| Адам Цеслар | Нормальний трамплін/10 км | 90.5                | 104.1               | 42                  | 25:18.7        | 35             | 27:08.7 | 39      |
| Адам Цеслар | Великий трамплін/10 км    | 122.0               | 97.8                | 32                  | 24:10.8        | 36             | 26:15.8 | 37      |

## Санний спорт
| Спортсмен                                                        | Дисципліна                | 1-й заїзд | 1-й заїзд | 2-й заїзд | 2-й заїзд | 3-й заїзд | 3-й заїзд | 4-й заїзд | 4-й заїзд | Сума     | Сума  |
| Спортсмен                                                        | Дисципліна                | Час       | Місце     | Час       | Місце     | Час       | Місце     | Час       | Місце     | Час      | Місце |
| ---------------------------------------------------------------- | ------------------------- | --------- | --------- | --------- | --------- | --------- | --------- | --------- | --------- | -------- | ----- |
| Мацей Куровський                                                 | одномісні сани (чоловіки) | 53.234    | 25        | 52.988    | 24        | 52.637    | 23        | 52.538    | 20        | 3:31.397 | 23    |
| Кароль Мікрут Патрик Поремба                                     | двомісні сани, чоловіки   | 51.010    | 17        | 51.170    | 15        | Н/Д       | Н/Д       | Н/Д       | Н/Д       | 1:42.180 | 15    |
| Єва Кульс-Кусик                                                  | одномісні сани (жінки)    | 51.362    | 22        | 51.031    | 18        | 51.424    | 21        | 51.550    | 22        | 3:25.367 | 21    |
| Наталія Войтущишин                                               | одномісні сани (жінки)    | 51.138    | 16        | 51.168    | 22        | 51.141    | 19        | 51.199    | 18        | 3:24.646 | 16    |
| Мацей Куровський Кароль Мікрут Патрик Поремба Наталія Войтущишин | Змішана естафета          | 54.937    | 7         | 56.737    | 9         | 58.079    | 10        | Н/Д       | Н/Д       | 2:49.753 | 8     |

## Сноубординг
Паралельний слалом
| Спортсмен        | Дисципліна                 | Кваліфікація    | Кваліфікація    | 1/8 фіналу   | Чвертьфінал  | Півфінал     | Фінал / БМ   | Фінал / БМ |
| Спортсмен        | Дисципліна                 | Час             | Місце           | Суперник Час | Суперник Час | Суперник Час | Суперник Час | Місце      |
| ---------------- | -------------------------- | --------------- | --------------- | ------------ | ------------ | ------------ | ------------ | ---------- |
| Александра Круль | Гігантський слалом (жінки) | дискваліфікація | дискваліфікація | не пройшла   | не пройшла   | не пройшла   | не пройшла   | не пройшла |
| Александра Круль | слалом (жінки)             | 1:07.42         | 30              | не пройшла   | не пройшла   | не пройшла   | не пройшла   | не пройшла |
| Кароліна Штокфіш | Гігантський слалом (жінки) | 2:08.40         | 28              | не пройшла   | не пройшла   | не пройшла   | не пройшла   | не пройшла |
| Кароліна Штокфіш | слалом (жінки)             | 1:06.01         | 25              | не пройшла   | не пройшла   | не пройшла   | не пройшла   | не пройшла |

Фрістайл
| Спортсмен       | Дисципліна        | Кваліфікація | Кваліфікація | Кваліфікація | Кваліфікація | Півфінал   | Півфінал   | Півфінал   | Півфінал   | Фінал      | Фінал      | Фінал      | Фінал      |
| Спортсмен       | Дисципліна        | Заїзд 1      | Заїзд 2      | Найкращий    | Місце        | Заїзд 1    | Заїзд 2    | Найкращий  | Місце      | Заїзд 1    | Заїзд 2    | Найкращий  | Місце      |
| --------------- | ----------------- | ------------ | ------------ | ------------ | ------------ | ---------- | ---------- | ---------- | ---------- | ---------- | ---------- | ---------- | ---------- |
| Міхал Лігоцький | хафпайп, чоловіки | 4.50         | 55.00        | 55.00        | 16           | не пройшов | не пройшов | не пройшов | не пройшов | не пройшов | не пройшов | не пройшов | не пройшов |
| Йоанна Зайонц   | хафпайп, жінки    | 47.75        | 39.75        | 47.75        | 11           | не пройшла | не пройшла | не пройшла | не пройшла | не пройшла | не пройшла | не пройшла | не пройшла |

Сноубордкрос
| Спортсмен        | Дисципліна              | Посів | Посів | 1/16    | Чвертьфінал | Півфінал   | Фінал      | Фінал |
| Спортсмен        | Дисципліна              | Час   | Місце | Позиція | Позиція     | Позиція    | Позиція    | Місце |
| ---------------- | ----------------------- | ----- | ----- | ------- | ----------- | ---------- | ---------- | ----- |
| Мацей Йодко      | сноубордкрос (чоловіки) | CAN   | CAN   | 4       | не пройшов  | не пройшов | не пройшов | =25   |
| Матеуш Лігоцький | сноубордкрос (чоловіки) | CAN   | CAN   | 5       | не пройшов  | не пройшов | не пройшов | =33   |

## Стрибки з трампліна
| Спортсмен                                  | Дисципліна                          | Кваліфікація | Кваліфікація | Кваліфікація | Перший раунд | Перший раунд | Перший раунд | Фінал      | Фінал      | Фінал      | Загалом    | Загалом    |
| Спортсмен                                  | Дисципліна                          | Відстань     | Бали         | Місце        | Відстань     | Бали         | Місце        | Відстань   | Бали       | Місце      | Бали       | Місце      |
| ------------------------------------------ | ----------------------------------- | ------------ | ------------ | ------------ | ------------ | ------------ | ------------ | ---------- | ---------- | ---------- | ---------- | ---------- |
| Мацей Кот                                  | Нормальний трамплін                 | 98.5         | 123.7        | 5 Q          | 101.5        | 131.6        | 7 Q          | 98.5       | 124.2      | 14         | 255.8      | 7          |
| Давід Кубацький                            | Нормальний трамплін                 | 95.5         | 115.7        | 13 Q         | 97.5         | 118.3        | 31           | не пройшов | не пройшов | не пройшов | не пройшов | не пройшов |
| Каміль Стох                                | Нормальний трамплін                 | BYE          | BYE          | BYE          | 105.5        | 142.0        | 1 Q          | 103.5      | 134.7      | 1          | 278.0      | 1          |
| Ян Зьобро                                  | Нормальний трамплін                 | 95.0         | 113.2        | 22 Q         | 101.0        | 130.6        | 9 Q          | 99.0       | 121.8      | 17         | 252.4      | 13         |
| Мацей Кот                                  | Великий трамплін                    | 126.0        | 115.4        | 9 Q          | 126.0        | 125.4        | 12 Q         | 123.5      | 125.0      | 12         | 250.4      | 12         |
| Каміль Стох                                | Великий трамплін                    | BYE          | BYE          | BYE          | 139.0        | 143.4        | 1 Q          | 132.5      | 135.3      | 4          | 278.7      | 1          |
| Ян Зьобро                                  | Великий трамплін                    | 123.0        | 109.0        | 13 Q         | 128.5        | 122.1        | 16 Q         | 129.5      | 124.5      | 13         | 246.6      | 15         |
| Пйотр Жила                                 | Великий трамплін                    | 118.0        | 101.3        | 27 Q         | 118.0        | 108.7        | 34           | не пройшов | не пройшов | не пройшов | не пройшов | не пройшов |
| Мацей Кот Пйотр Жила Ян Зьобро Каміль Стох | Великий трамплін, командна першість | Н/Д          | Н/Д          | Н/Д          | 513.5        | 489.2        | 4 Q          | 529.0      | 522.6      | 1          | 1011.8     | 4          |

## Фристайл
Скікрос
| Спосртсмени               | Дисципліна      | Посів   | Посів | 1/16    | Чвертьфінал   | Півфінал   | Фінал      | Фінал |
| Спосртсмени               | Дисципліна      | Час     | Місце | Позиція | Позиція       | Позиція    | Позиція    | Місце |
| ------------------------- | --------------- | ------- | ----- | ------- | ------------- | ---------- | ---------- | ----- |
| Кароліна Рімен-Жеребецька | скікрос (жінки) | 1:24.86 | 18    | 2 Q     | не фінішувала | не пройшла | не пройшла | 15    |

## Шорт-трек
| Спортсмен           | Дисципліна    | Попередній заїзд | Попередній заїзд | Чвертьфінал | Чвертьфінал | Півфінал   | Півфінал   | Фінал      | Фінал |
| Спортсмен           | Дисципліна    | Час              | Місце            | Час         | Місце       | Час        | Місце      | Час        | Місце |
| ------------------- | ------------- | ---------------- | ---------------- | ----------- | ----------- | ---------- | ---------- | ---------- | ----- |
| Наталія Малішевська | 500 м, жінки  | 44.154           | 3                | не пройшла  | не пройшла  | не пройшла | не пройшла | не пройшла | 18    |
| Наталія Малішевська | 1000 м, жінки | 1:32.975         | 2 Q              | 1:32.376    | 4           | не пройшла | не пройшла | не пройшла | 14    |